# Simon Woods
Simon Woods (7 de enero de 1980) es un actor inglés conocido especialmente por su papel como Charles Bingley en Orgullo y prejuicio en 2005, y el personaje histórico Cayo Octavio (posteriormente emperador César Augusto) en la serie de televisión Roma.

## Vida
Asistió al Eton College y posteriormente estudió filología inglesa en el Magdalen College de Oxford. Su primer papel cinematográfico tuvo lugar en la película Orgullo y Prejuicio con Rosamund Pike, una exnovia. Joe Wright alabó su profesionalidad en una entrevista sobre la película.
Recientemente ha interpretado el papel del Dr. Harrison en la serie dramática de la BBC Cranford, actuación que "vuelve locos los corazones de las mujeres".
En su vida personal, mantiene desde el año 2009 una relación con Christopher Bailey, diseñador de Burberry.

## Filmografía
- Starter for 10 (como Josh)
- Penelope (2006) (como Edward)
- The Queen's Sister (como Roddy Llewellyn)
- Elizabeth I (serie de TV) (como Gifford)
- Orgullo y Prejuicio (como Mr. Charles Bingley)
- A Previous Engagement (como Tyler)
- Charles II: The Power & the Passion (como John Churchill, duque de Marlborough)
- Cambridge Spies (como Charlie Givens)
- Spooks (serie) (como Rowan, el hijo del primer ministro)
- Roma (serie de TV), (como Octavio en la 2.ª temporada, sustituyendo a Max Pirkis)
- Cranford (serie de TV), (como Dr. Frank Harrison) BBC1 2007
- Sunny and the Elephant (2008 film), por Frederic Lepage
- Angel (2007)

## Curiosidades
Simon tiene un gran parecido físico con el actor también inglés Paul Bettany.